# Грийн Ривър (Юта)
Грийн Ривър (на английски: Green River) е град в окръг Емъри, щата Юта, САЩ. Грийн Ривър е с население от 952 жители (2010) и обща площ от 32,7 km². Намира се на 1243 m надморска височина. ЗИП кодът му е 84525, а телефонният му код е 435.